# Thomas Krebs
Thomas Krebs (* 23. April 1993) ist ein dänischer Automobilrennfahrer.

## Karriere
Thomas Krebs fing im Kartsport mit seiner Motorsportkarriere an. Von 2007 bis 2012 fuhr er in nationalen und internationalen Kartmeisterschaften. 2011 und 2012 wurde er Dritter in der Deutschen Kartmeisterschaft.
2013 und 2014 startete er mit einem Ford Fiesta 1.6 16V in der Division 2 der ADAC-Procar-Serie. In beiden Jahren erzielte er den 5. Rang im Gesamtklassement.
In den Jahren 2015 und 2016 trat er in der GT4 European Series an. Mit dem Team PROsport Performance wurde er 2015 auf einem Porsche Cayman GT4 (Typ 981) Dritter in der AM-Klasse. Im darauffolgenden Jahr platziert er sich mit einem KTM X-Bow GT4 auf den 20. Platz in der Pro-Klasse.
2018, 2019 und 2021 ging er in der VLN Langstreckenmeisterschaft Nürburgring (VLN) bzw. der Folgeserie Nürburgring Langstrecken-Serie (NLS) für verschiedene Teams an den Start.
Für das Team Dörr Motorsport trat Krebs 2019 mit einem McLaren 570S GT4 in der ADAC GT4 Germany an. Er fuhr für das Team eine halbe Saison und erreichte in der Gesamtwertung den 22. Rang.
In der Saison 2022 bestritt er mit einem BMW M2 CS Racing ein Rennen in der 24H TCR Series.